# Colinet
Colinet es un pueblo canadiense situado en la provincia de Terranova y Labrador.

## Superficie
Colinet tiene una superficie de 6,01 km².

## Demografía
En 2021, tenía 103 habitantes, una densidad poblacional de 17,1 hab./km², y 81 viviendas.